# Robert Gauvin
Robert Gauvin est un homme politique canadien. Il représente la circonscription de Baie-de-Shédiac—Dieppe à l'Assemblée législative du Nouveau-Brunswick et est ministre de la Sécurité publique et ministre responsable de la Francophonie dans le gouvernement libéral de Susan Holt.

## Carrière politique
Robert Gauvin est le seul député acadien élu dans les rangs progressistes-conservateurs lors de l'élection générale du 24 septembre 2018. Il représente la circonscription de Shippagan-Lamèque-Miscou à l'Assemblée législative de 2018 à 2020. 
Du 9 novembre 2018 au 14 février 2020, il est vice-premier ministre du Nouveau-Brunswick, ministre du Tourisme, du Patrimoine et de la Culture ainsi que ministre responsable de la Francophonie dans le gouvernement progressiste-conservateur de Blaine Higgs.
En décembre 2018, à la suite de la décision du gouvernement Higgs d'ordonner à Ambulance Nouveau-Brunswick d’éliminer les obligations linguistiques à l'embauche, la Société de l'Acadie du Nouveau-Brunswick réclame la démission de Gauvin, qui dit ne pas écarter cette possibilité. 
Il démissionne du parti le 14 février 2020 pour devenir député indépendant après la décision du gouvernement Higgs de fermer six salles d'urgence dans la province la nuit.
À l'approche des élections de 2020, il se joint au Parti libéral et est élu dans Baie-de-Shédiac—Dieppe. En 2022, il est candidat à la chefferie du Parti libéral, une élection remportée par Susan Holt.
Robert Gauvin est réélu aux élections de 2024 et est nommé ministre de la Sécurité publique et ministre responsable de la Francophonie.

## Biographie
Né à Caraquet en 1968, Robert Gauvin est le fils de l'ancien ministre progressiste-conservateur Jean Gauvin.
Il a été actif dans le milieu culturel pendant plus de 25 ans à titre d'auteur, d’acteur et de metteur en scène, notamment au Pays de la Sagouine, au Théâtre populaire d’Acadie et au théâtre l’Escaouette.